# Hamengkubuwono X
Hamengku Buwono X, né le 2 avril 1946 à Yogyakarta, est le dixième et actuel sultan de Yogyakarta. À ce titre, il est gouverneur du territoire spécial de Yogyakarta en vertu de la Charte du maintien (Piagam Penetapan) par laquelle la république d'Indonésie maintient le sultan de Yogyakarta, ainsi que le prince de Paku Alam, comme souverains de leur principauté respective.
Le 5 mai 2015, il modifie les règles de succession au trône et désigne sa fille aînée Nur Malitasari comme princesse héritière.

## Titulature
- 2 mai 1946 - 18 mai 1974 : Son Altesse le prince Herjuno Darpito (naissance) ;
- 18 mai 1974 - 3 octobre 1988 : Son Altesse le prince héritier ;
- depuis le 3 octobre 1988 : Son Altesse le sultan de Yogyakarta.